# Willem van den Blocke
Willem van den Blocke (Mechelen 1550 - Danzig) januari 1628) was een architect en beeldhouwer van Vlaamse afkomst. Zijn werken waren in de stijl van het maniërisme. 
Hij was gehuwd met Dorothea Wolff en was vader van minstens zeven kinderen, van wie ook Abraham en Izaak beroemd werden. Hij werkte eerst in Antwerpen bij Cornelis Floris de Vriendt. In 1569 ging hij naar Koningsbergen om te werken aan het standbeeld van vorst Albrecht. In 1581 maakte hij de grafsteen voor Elisabeth, de eerste vrouw van George Frederik I van Brandenburg-Ansbach. 
Na nog enkele opdrachten in andere steden kwam hij in 1584 na een aanbevelingsbrief van de Poolse koning Stefanus Báthory in Danzig terecht. Zijn belangrijkste werk in die stad was de Hoge Poort.
- Biografisch Portaal: 21562884
- Gemeinsame Normdatei: 132703106
- Nationale Bibliotheek van Tsjechië: jo20211135266
- RKD-Nederlands Instituut voor Kunstgeschiedenis: 9096
- Union List of Artist Names: 500000587
- Virtual International Authority File: 70098023